# Central Waterford
Central Waterford és una població dels Estats Units a l'estat de Connecticut. Segons el cens del 2005 tenia 18.940 habitants.

## Demografia
Segons el cens del 2000, Central Waterford tenia 2.935 habitants, 1.298 habitatges, i 759 famílies. La densitat de població era de 566,6 habitants per km².
Dels 1.298 habitatges en un 23% hi vivien nens de menys de 18 anys, en un 43,5% hi vivien parelles casades, en un 10,9% dones solteres, i en un 41,5% no eren unitats familiars. En el 36,6% dels habitatges hi vivien persones soles el 17,3% de les quals corresponia a persones de 65 anys o més que vivien soles. El nombre mitjà de persones vivint en cada habitatge era de 2,19 i el nombre mitjà de persones que vivien en cada família era de 2,87.
Per edats la població es repartia de la següent manera: un 20,2% tenia menys de 18 anys, un 5% entre 18 i 24, un 28,9% entre 25 i 44, un 22,1% de 45 a 60 i un 23,7% 65 anys o més.
L'edat mediana era de 42 anys. Per cada 100 dones de 18 o més anys hi havia 84,3 homes.
La renda mediana per habitatge era de 42.409 $ i la renda mediana per família de 48.494 $. Els homes tenien una renda mediana de 40.591 $ mentre que les dones 29.015 $. La renda per capita de la població era de 22.083 $. Aproximadament el 5,9% de les famílies i el 9,6% de la població estaven per davall del llindar de pobresa.

## Poblacions més properes
El següent diagrama mostra les poblacions més properes.